# Muhammad Boudiaf

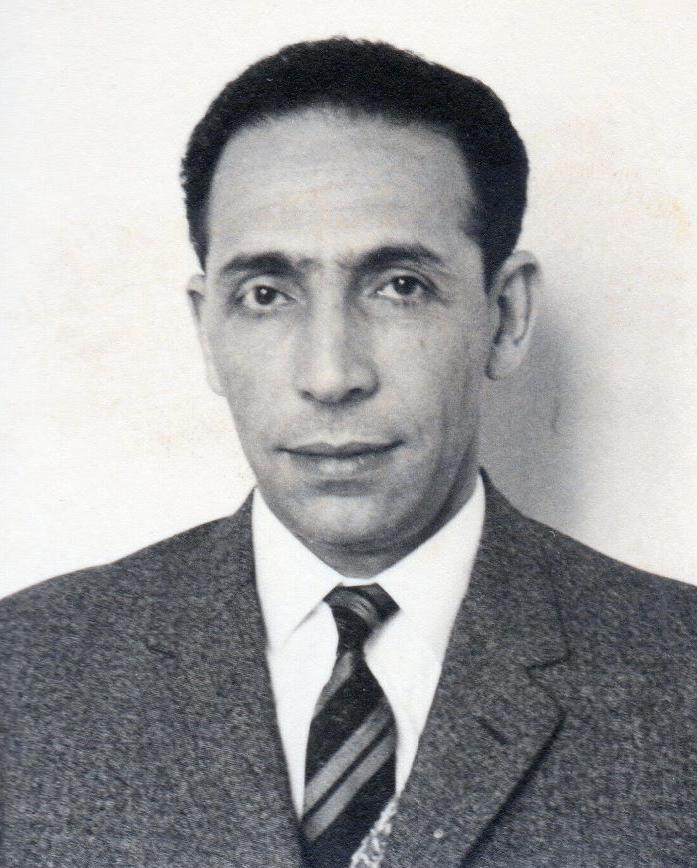
Muhammad Boudiaf

Muhammad Boudiaf (arabisch محمد بوضياف, DMG Muḥammad Bū-Ḍiyāf; * 23. Juni 1919; † 29. Juni 1992 in Annaba), auch Si Tayeb el Watani genannt, war ein führender algerischer Politiker, der im Jahre 1992 Präsident des Landes war.

## Leben
Boudiaf war einer der Mitbegründer der Nationalen Befreiungsfront Algeriens (FLN), die im Algerienkrieg die Unabhängigkeit des Landes von Frankreich durchsetzte. Boudiaf gründete 1962 die Untergrundpartei Parti de la Révolution Socialiste (PRS), die vom FLN-Regime verfolgt wurde. Boudiaf wurde bald nach Gründung der PRS inhaftiert. Später wurde er freigelassen und ging nach Marokko ins Exil, wo er 27 Jahre lang in Kenitra blieb, ehe er im Februar 1992 auf Wunsch des algerischen Militärs in seine Heimat zurückkehrte. Er wurde Vorsitzender des Hohen Staatsrates Algeriens. Dieses kollektive Führungsgremium wurde unter der Kontrolle des Militärs eingerichtet, nachdem dieses die Wahlen wegen des zu erwartenden Sieges der Opposition annulliert hatte, was den algerischen Bürgerkrieg auslöste. Da Boudiaf wegen seiner langen Zeit im Exil nicht in aktuelle Machtkämpfe verwickelt war, galt er als eine überparteiliche Integrationsfigur. Seine Amtszeit dauerte allerdings nur wenige Monate, da er am 29. Juni 1992 von einem seiner Leibwächter während einer Rede in Annaba ermordet wurde.
Der Attentäter Lembarek Boumaârafi wurde als allein handelnder Islamist angesehen. Er wurde in einem nichtöffentlichen Gerichtsverfahren zum Tode verurteilt, allerdings nicht hingerichtet. Neben der offiziellen Version gibt es auch die Vermutung, der Mord sei vom Militär veranlasst worden. Boudiaf hatte kurz vor seinem Tode begonnen, gegen die Korruption vorzugehen und eine Reihe hoher Militärs ihrer Ämter enthoben.
Im Präsidentenamt folgte ihm Ali Kafi.